# Cardamine pentaphyllos
Espèce
Classification phylogénétique
Cardamine pentaphyllos, la dentaire palmée ou cardamine digitée, est une espèce de plantes à fleurs de la famille des brassicacées. C'est une plante herbacée originaire d'Europe

## Synonymes
- Cardamine digitata (Lam.) O.E.Schul
- Crucifera pentaphylla (L.) E.H.L.Krause
- Dentaria clusiana Rchb.
- Dentaria digitata Lam.
- Dentaria pentaphyllos L.

## Description
C'est une plante herbacée vivace, haute de 30 centimètres, aux feuilles palmatiséquées caractéristiques.
Les fleurs sont violettes ou blanches, d'un diamètre de 20 mm.

## Répartition
La Cardamine à 5 feuilles est caractéristique des hêtraies de montagne, entre 400 et 2 200 mètres. Elle n'est présente que dans certains massifs montagneux d'Europe occidentale : Pyrénées occidentales et centrales, Massif central, Préalpes françaises et suisses, Jura, plateau suisse, Alpes du nord-est de l'Italie et Alpes juliennes (Slovénie).

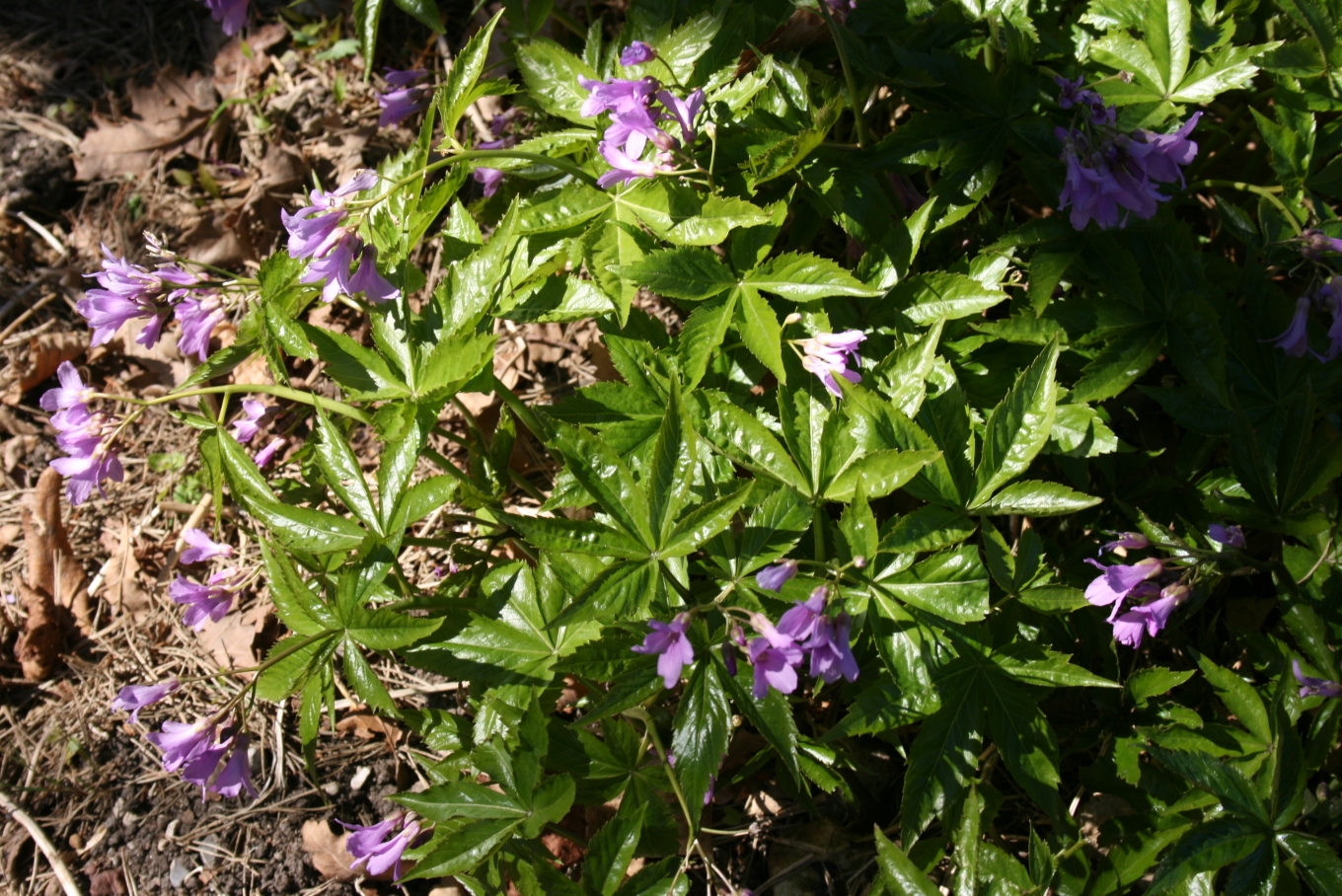
Groupe de Cardamine pentaphyllos en sous-bois.